# Hamilton Goold-Adams

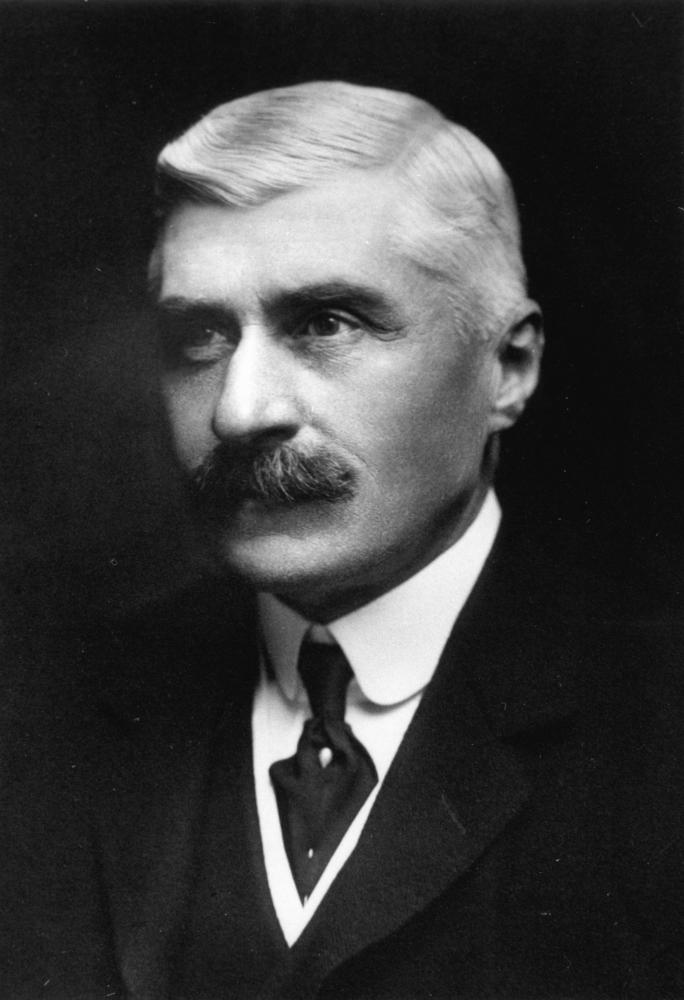
Hamilton Goold-Adams

Sir Hamilton John Goold-Adams GCMG CB (* 27. Juni 1858 in Jamesbrook, County Cork, Irland; † 12. April 1920 in Kapstadt, Südafrika) war ein irischer Offizier und Kolonialbeamter.
Goold-Adams wurde als Kadett auf dem Schulschiff HMS Conway der Royal Navy ausgebildet, bis er sich entschied, der Britischen Armee beizutreten. Er erhielt bei den Royal Scots sein Offizierspatent und diente vorwiegend im Süden Afrikas. Dort erreichte er im Jahre 1885 den Rang eines Hauptmanns und 1895 den Rang eines Majors. Während des Zweiten Burenkrieges war er Ständiger Kommissar von Betschuanaland und danach Kommandant der Stadtwache während der zweiten Hälfte der Belagerung von Mafikeng, wodurch er zweimal im Kriegsbericht erwähnt wurde.
Er wurde zum Stellvertretenden Kommissar und später zum Vizegouverneur der Oranjefluss-Kolonie unter dem Gouverneur Alfred Milner, 1. Viscount Milner von 1901 bis 1907 ernannt. Er wurde im Jahre 1902 zum Companion und 1907 zum Träger des Großkreuzes des Order of St. Michael and St. George erhoben.
Er kehrte 1911 nach England zurück und heiratete am 4. Juli desselben Jahres die Kanadierin Elsie Riordon. Später wurde er zum Hochkommissar der Kronkolonie Zypern ernannt. 1914 wurde er zum Gouverneur von Queensland berufen und trat sein Amt am 15. März 1915 an. Er blieb bis zum 3. Februar 1920 Gouverneur von Queensland.
Nachdem er in den Ruhestand gegangen war, kehrte er nach England zurück. An Bord eines Schiffes erkrankte er an einer Brustfellentzündung und starb 1920 in Kapstadt.